# Weddingday
Weddingday（ウェディングデイ）は、東京都渋谷区に本社をおく株式会社canonicaが提供するWEB招待状サービスの名称。 結婚式や二次会の招待状をオンラインで作成・送付できるサービスである。

## 概要
Weddingdayは結婚式や二次会の招待状作成、ゲスト管理、出欠確認をオンライン上で一元管理できるWEBサービスである。招待状の作成・送付をはじめ、ゲストの住所管理、ご祝儀や会費のオンライン決済機能も備えている。スマートフォン・PCいずれにも対応し、年間で約5万組以上の新郎新婦に利用されている。

## 沿革
- 2014年
  - Weddingdayを正式リリース[3]
- 2018年
  - WEBマガジンWeddingday Mag.を正式リリース[4]
- 2019年
  - 結婚式二次会の出張撮影サービス「Weddingday Photo」をリリース[5]
- 2021年
  - ブライダル事業者向けのWEB招待状システムの導入数が200施設を突破[6]
- 2023年
  - ブライダル事業者向けのWEBシステムWeddingday PREMIUMをリニューアルし、リリース[7]
- 2024年
  - サービス開始10周年を記念して、サイトリニューアル[8]

## サービス
約100種類以上のデザインテンプレートが提供されており、新郎新婦の好みに合わせてWEB招待状をカスタマイズできる。招待状はメールやLINEを使って送信可能で、紙の招待状作成に比べて時間やコストの削減が可能である。
招待したゲストの出欠情報、住所や連絡先の収集などのゲスト管理をオンラインで行える。ゲストからの回答はリアルタイムで反映され、新郎新婦が一目で状況を確認できる。また、ゲスト側はスマートフォンから簡単に返信できるため、返信率の向上にもつながる。
ご祝儀や会費をオンラインで事前決済できる機能を備えており、ゲストはクレジットカード決済を利用できる。これにより、新郎新婦は結婚式の費用を事前に確保でき、資金繰りの負担を軽減できる。また、当日の現金管理の手間も省くことができる。
ブライダル事業者向けには「Weddingday PREMIUM」という招待状、席次表、お礼状が全てWebで完結するWebシステムを提供している。Web招待状を活用して郵送コストを抑えることで、ゲストをより多く招待できるようになるほか、ゲスト情報をオンラインでリアルタイムに共有・管理できるため、結婚式準備の効率化やプランナーの業務負担軽減につながる。また、事前クレジット決済機能や結婚式後のお礼状送付機能も備えており、ゲストにとっても便利で快適な結婚式の実現をサポートしている。